# Fellipe Bertoldo
Fellipe Bertoldo (São Paulo, 5 de gener de 1991) és un futbolista. Va disputar 5 partits amb la selecció de Timor Oriental.

## Estadístiques
| Selecció de Timor Oriental | Selecció de Timor Oriental | Selecció de Timor Oriental |
| Anys                       | Partits                    | Gols                       |
| -------------------------- | -------------------------- | -------------------------- |
| 2014                       | 4                          | 1                          |
| 2015                       | 1                          | 0                          |
| Total                      | 5                          | 1                          |